# یوزف اشلاینکوفر
یوزف اشلاینکوفر (آلمانی: Josef Schleinkofer; ۱۹ مارس ۱۹۱۰ – ۱ ژانویهٔ ۱۹۸۴) بوکسور اهل آلمان بود.